# Singleyrac
Singleyrac é uma comuna francesa na região administrativa da Nova Aquitânia, no departamento Dordonha. Estende-se por uma área de 7,13 km². Em 2010 a comuna tinha 288 habitantes (densidade: 40,4 hab./km²).